# Carol Cooke
Pour les articles homonymes, voir Cooke.
Carol Lynn Cooke, SUIS, née le 6 août 1961, est une cycliste nageuse et rameuse australienne d'origine canadienne. En tant que nageuse, elle fait partie de l'équipe nationale de natation du Canada et est sélectionnée pour les Jeux olympiques d'été de 1980 à Moscou avant que son pays ne décide de les boycotter. Elle déménage en Australie en 1994, où on lui diagnostique une sclérose en plaques en 1998. Après le diagnostic, elle se tourne vers l'aviron puis finalement vers le cyclisme handisport, remportant une médaille d'or aux Jeux paralympiques d'été de 2012 et deux autres aux Jeux paralympiques d'été de 2016.

## Enfance et éducation
Carol Lynn Cooke est née le 6 août 1961 à Toronto, Canada,. Elle travaille avec le Service de police de Toronto pendant 14 ans, suivant les traces familiales, et passe du temps infiltrée pour la bridage des stupéfiants. Elle rencontre et épouse son mari et déménage en Australie en 1994. On lui diagnostique une sclérose en plaques en 1998, juste avant son 37e anniversaire,. Elle devient alors une ambassadrice pour les malades de sclérose en plaques. Dans ce rôle, elle fonde le 24 Hours Mega Swim, un relais de 24h en natation pour recueillir de l'argent pour les personnes atteintes de la maladie,. En 2012, elle est conférencière et planificatrice d'événements et vit dans la banlieue de Melbourne,.

## Carrière sportive

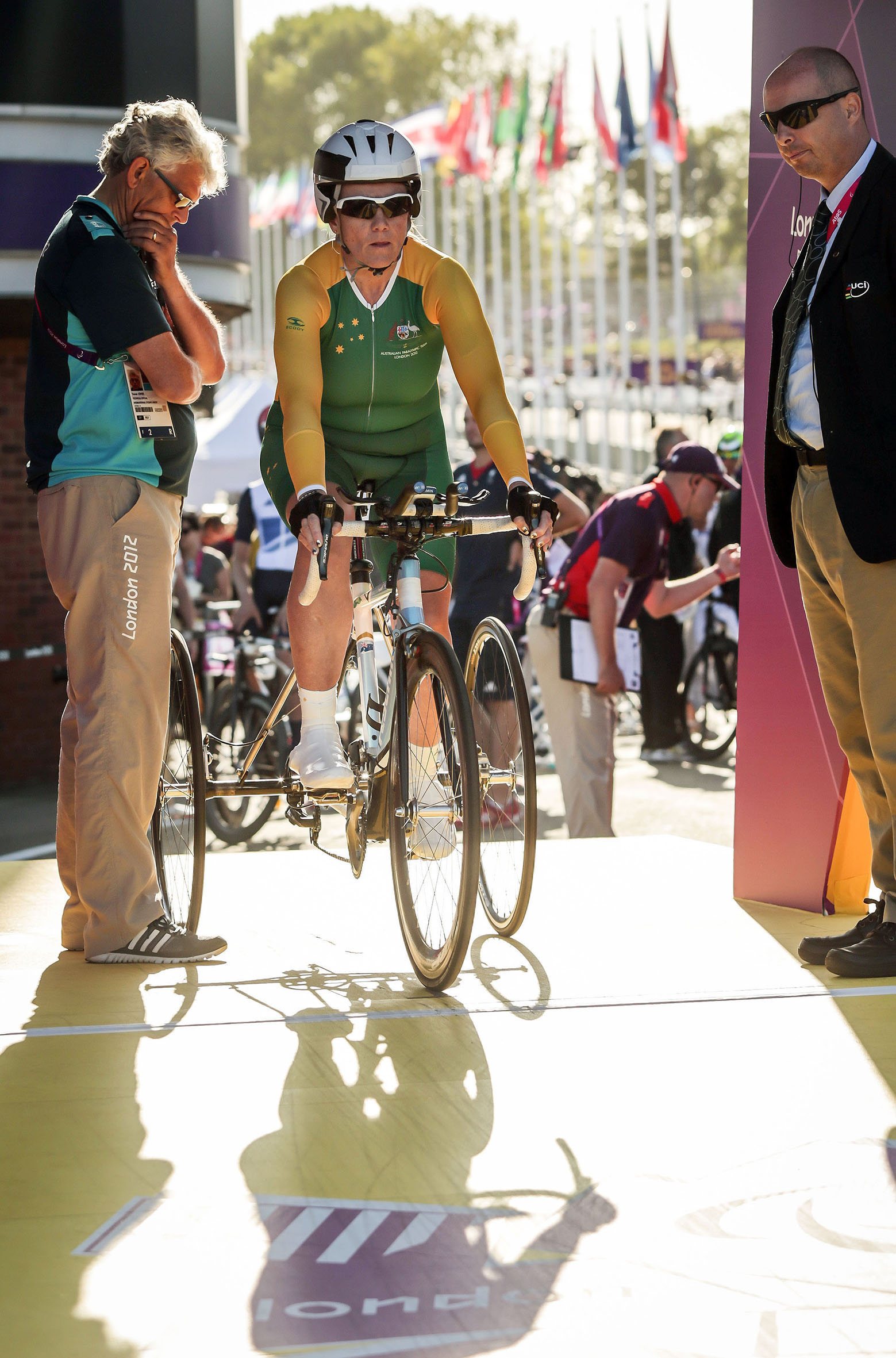
Cooke aux Jeux paralympiques de Londres 2012

Cooke est une nageuse passionnée, et est l'espoir de l'équipe canadienne pour les Jeux olympiques de Moscou en 1980, mais le pays décide de finalement boycotter les Jeux comme d'autres pays avant lui. Elle commence ensuite le triathlon, finissant 5e de sa première compétition aux Jeux mondiaux des policiers et pompiers en 1995. Elle participe aussi à plusieurs compétitions de natation de la catégorie « maîtres », remportant alors cinq médailles dont quatre d'or dans la catégorie des athlètes avec handicap lors des Jeux mondiaux des maîtres en 2005. En 2006, à l'âge de 44 ans, elle se qualifie pour le Telstra Commonwealth Games Swimming Trials ; elle atteint la finale du 50 m brasse multi-invalidité.
Elle assiste la journée de recherche de talents du Victorian Institute of Sport en décembre 2005, où il lui est conseillé de faire de l'aviron ; elle commence alors sa formation en juin 2006. Son équipe de quatre avec barreur rate la qualification pour les Jeux paralympiques d'été de 2008 à Pékin pour 0,8 s au tournoi de qualification lors de la Coupe du Monde à Munich,. Elle finit également 6e des Championnats du monde d'aviron handisport 2009 à Poznań.
Elle décide alors de reprendre le vélo, achetant un tricycle sur « un coup de tête » et gagne dans la foulée le concours et la course sur route des Championnats d'Australie de cyclisme handisport en 2011. Elle remporte une médaille d'or dans la course en ligne et le contre-la-montre lors de l'étape de la Coupe du monde de paracyclisme sur route 2011 en Australie, une médaille d'argent sur les mêmes courses lors des Championnats du monde de paracyclisme sur route au Danemark la même année et une médaille d'or aux Jeux paralympiques de Londres 2012 en contre-la-montre mixte catégorie T1-2. Classé comme une cycliste de catégorie T2, elle est entraînée par Rebecca McConnell, reçoit une bourse du Victorian Institute of Sport, et est membre des St. Kilda CC,,.
Participant aux Championnats du monde de paracyclisme sur route en 2013 à Baie-Comeau (Canada), elle remporte deux médailles d'or en contre-la-montre individuel T2 et en course sur route T2. Cooke défend ses titres avec succès en 2014 aux Championnats du monde à Greenville, Caroline du Sud.
En 2015, aux Championnats du monde de paracyclisme sur route à Nottwil, en Suisse, elle remporte une médaille d'or en contre-la-montre T2 et l'argent en course sur route T2,.
Aux Jeux paralympiques de 2016 à Rio, elle remporte l'or en contre-la-montre T1-2 et en course sur route T1-2.
Cooke remporte aussi deux médailles d'or en contre-la-monte T2 et en course sur route lors des Championnats du monde de paracyclisme sur route 2017 à Pietermaritzburg, en Afrique du Sud.
Aux Championnats du monde 2018, elle rafle la médaille d'argent au contre-la-montre T2.

## Distinctions
- 2006 : Victorian Master's Athlte of the Year par le Victorian Institut of Sport[21] ;
- 2006 : Médaille de la Fierté australienne catégorie « modèles »[1]
- 2009 : Prix John Studdy par la Fédération australienne de cyclisme[1]
- 2013, 2015, 2016, 2017 : Paracycliste de l'Année par la Fédération australienne de cyclisme[22],[23],[24],[25]
- 2017 : Membre de l'Ordre d'Australie pour « services rendus au sport avec une médaillée d'or aux Jeux Paralympiques de Londres 2012, et par la collecte de fonds pour les organismes de bienfaisance et de santé publique. »[26]